# Jaime Azcárraga
Jaime Azcárraga Romandía (né le 9 septembre 1959 à Mexico) est une cavalier mexicain de saut d'obstacles.

## Carrière
Jaime Azcárraga participe quatre fois aux Jeux olympiques d'été en 1984, 1988, 1992 et 2012.
Aux Jeux olympiques d'été de 1984 à Los Angeles, il termine 31e de l'épreuve individuelle.
Aux Jeux olympiques d'été de 1988 à Séoul, il est sixième de l'épreuve individuelle alors que l'équipe est éliminée.
Aux Jeux olympiques d'été de 1992 à Barcelone, il est sixième de l'épreuve individuelle alors que l'équipe est éliminée.
Aux Jeux olympiques d'été de 2012 à Londres, il est 66e de l'épreuve individuelle et neuvième de l'épreuve par équipes.
Il remporte la médaille de bronze dans l'épreuve par équipes aux Jeux panaméricains de 1983 et les médailles d'argent des épreuves individuelle et par équipe aux Jeux panaméricains de 1995.
Il remporte le championnat du Mexique en 2014.